# داستان آخرین گل داوودی
داستان آخرین گل داوودی (ژاپنی: 残菊物語 Zangiku monogatari؛ انگلیسی: The Story of the Last Chrysanthemums) فیلمی ژاپنی به کارگردانی کنجی میزوگوچی محصول سال ۱۹۳۹ است. فیلم ماجرای مرد بازیگری را به‌تصویر می‌کشد که هنرش بازی کردن در نقش زنان قرن‌نوزدهمی ژاپن است.
بسیاری از منتقدان این را برترین فیلم پیش‌ازجنگِ میزوگوچی می‌دانند و برداشت‌های بلند و میزانسن‌های فیلم را ستوده‌اند.